# Haute école pédagogique du canton de Vaud
Pour les articles homonymes, voir HEP.
 (décembre 2021).
 (décembre 2021).
Si vous disposez d'ouvrages ou d'articles de référence ou si vous connaissez des sites web de qualité traitant du thème abordé ici, merci de compléter l'article en donnant les références utiles à sa vérifiabilité et en les liant à la section « Notes et références ».

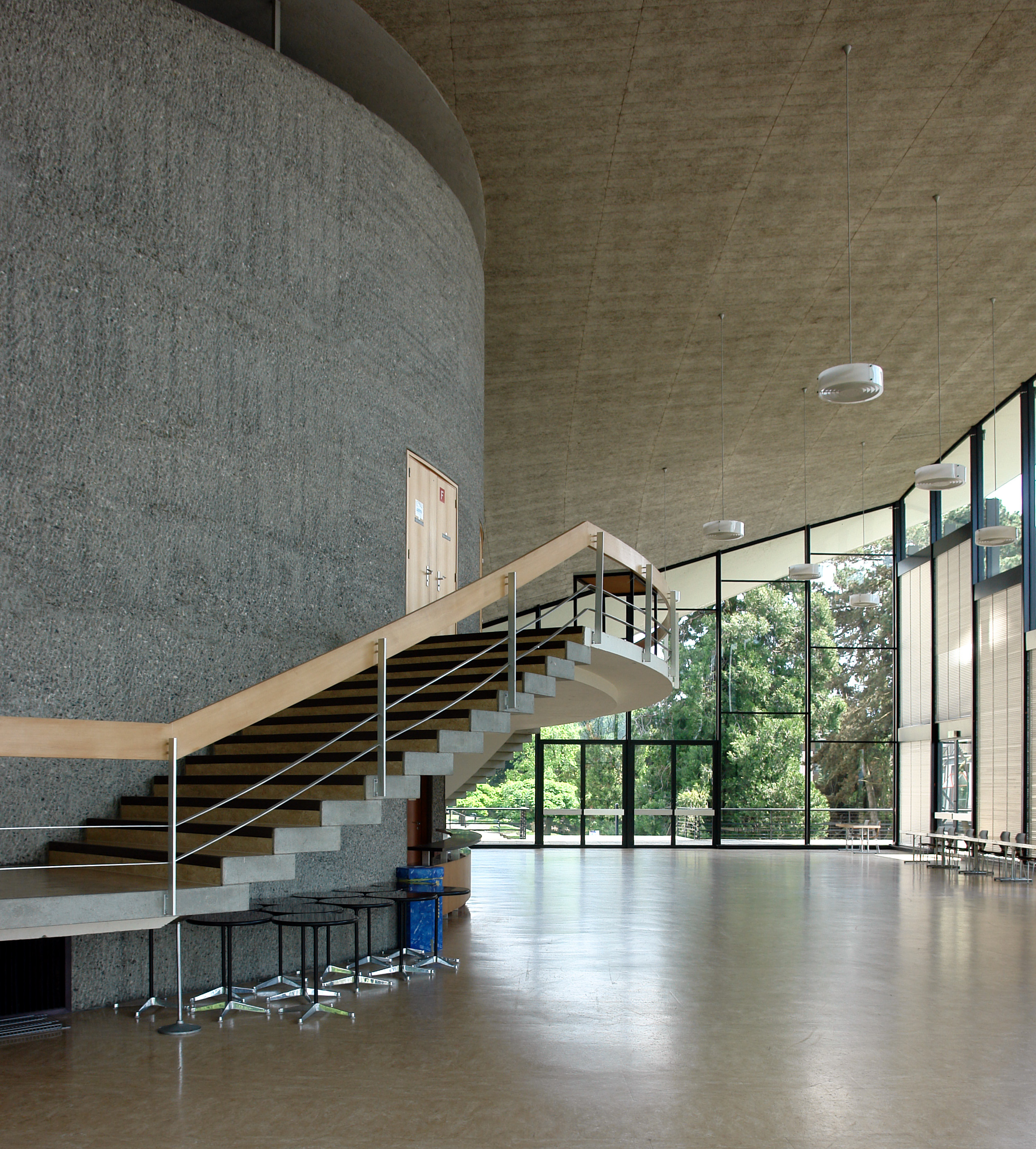
Vue intérieure de l'Aula des Cèdres

La Haute école pédagogique du canton de Vaud (HEP Vaud) appartient au réseau des HEP suisses. Elle se situe à Lausanne, dans le canton de Vaud.
La HEP Vaud fait partie de la faîtière des recteurs des universités et des hautes écoles suisses Swissuniversities et a reçu le label « Accréditation institutionnelle» en 2019.

## Fonctionnement
Née en 2001 à Lausanne, sur le site de l'ancienne École normale, par la fusion de 11 institutions de formation, la HEP Vaud est une haute école de niveau tertiaire. Elle intègre toutes les institutions de formation continue, de recherche, d’enseignement spécialisé, de ressources et de documentation.
La HEP Vaud assure la formation de base des futurs enseignants et propose des formations continues, certifiées ou non, aux enseignants en activités, ainsi qu'à l'ensemble des professionnels de l'école. Elle est également active dans le champ de la recherche et le développement en pédagogie et propose un ensemble de ressources pédagogiques aux professionnels de l'école.
La Haute école pédagogique du canton de Vaud a une double mission : former les professionnels de l’enseignement pour tous les degrés de la scolarité obligatoire et post-obligatoire, et conduire des recherches, débouchant sur des publications d’articles ou d’ouvrages scientifiques. Les titres délivrés, correspondant aux exigences de la Conférence suisse des directeurs cantonaux de l'instruction publique (CDIP), sont reconnus dans tous les cantons.

## Missions et mandat
La HEP Vaud a pour principales missions de former les futurs enseignants et de participer à l’évolution des métiers de l’enseignement.
La loi sur la HEP Vaud du 12 décembre 2007 définit clairement le mandat de la HEP Vaud. Il s’inscrit dans le cadre défini par la Conférence des Recteurs des Universités suisses et du réseau Swissuniversities et couvre trois champs : la formation, la recherche et l’expertise. Cette loi a également confirmé son positionnement en tant que haute école de niveau tertiaire, personnalité morale et une large autonomie similaire à celle de l’Université de Lausanne.

## Enseignement et recherche

### Formations
En 2019, la HEP Vaud est fréquentée par plus de 2 900 étudiants et emploie plus de 270 enseignants. Les formations proposées sont du niveau bachelor, master et doctorat. Elle propose également des formations continues.
En 2023, la Haute école pédagogique du canton de Vaud est fréquentée par plus de 3250 étudiantes et étudiants, dont 1470 nouvelles et nouveaux, et emploie plus de 540 collaboratrices et collaborateurs. C’est aussi 9500 personnes inscrites aux prestations de formation continue attestée, plus de 1430 praticiennes formatrices et praticiens formateurs, 160 établissements scolaires partenaires de formation.
Le budget annuel 2023 s'élève à 79.4 millions de francs, dont 57.4 millions issus de la subvention provenant de l'État de Vaud.

### Recherche
Les Unités d’enseignement et de recherche (UER) de la HEP Vaud sont des entités qui regroupent l’ensemble des professeurs et des chargés de formation de l’institution. Les UER assurent l’enseignement des cours de tous les programmes de formation de la HEP Vaud, y compris les programmes de formation continue. Chacune des UER réalise des recherches sur plusieurs thèmes appartenant à son domaine de compétences.
La HEP Vaud compte douze UER :
- Acteurs, Gestions, Identités, Relations, Systèmes ;
- Didactiques de l’art et de la technologie ;
- Développement de l’enfant à l’adulte ;
- Enseignement, apprentissage et évaluation ;
- Didactiques de l’éducation physique et sportive ;
- Didactique du français ;
- Didactiques des langues et cultures ;
- Médias, usages numériques et didactique de l’informatique ;
- Didactiques des mathématiques et des sciences de la nature ;
- Pédagogie et psychologie musicales ;
- Pédagogie spécialisée ;
- Didactiques des sciences humaines et sociales.

La HEP Vaud compte six filières de formations initiales (Filière Enseignement primaire, Filière Enseignement secondaire I, Filière Enseignement secondaire II, Filière Pédagogie spécialisée, Filière Formations postgrades, Filière Formation continue) et une large gamme de formations continues attestées ou certifiées, dont 24 formations continues longues de type CAS, DAS, MAS et près de 200 cours de formation continue courte.
La HEP Vaud a également pour mission de développer des partenariats nationaux et internationaux. Pour ce faire, l'unité des relations internationales et mobilité contribue à proposer des options d’échanges en Suisse et à l’international et à encourager le corps professoral à développer des modules internationaux et à organiser des échanges académiques avec les universités et hautes écoles partenaires.

## Historique
En 1996, la modification de la Loi scolaire, appelée École vaudoise en mutation ou EVM, est acceptée en votation populaire. Le Bureau d’organisation de la formation continue, organisme conçu pour favoriser les changements qu’impliquent la nouvelle loi, crée ainsi trois filières : Filière secondaire 2 (gymnase), filière secondaire 1 (scolarité obligatoire) et filière primaire.
En 2001, après la création de la Haute école pédagogique du canton de Vaud, est rédigée la première loi sur la HEP Vaud. Dès 2004, les plans d’études de la HEP Vaud intègrent les exigences des accords de Bologne (formations découpées en modules, performances des étudiants traduites en crédits ECTS, etc.).
Les premiers programmes de Master ouvrent en 2006, puis, en 2007, la deuxième loi sur la HEP Vaud en fait désormais un établissement de droit public doté d’une personnalité morale et d’un cadre d’autonomie propre. En 2010, le premier laboratoire de l’institution est créé : le Laboratoire international sur l’inclusion scolaire (LISIS).
En 2014, le Grand conseil du canton de Vaud adopte le premier Plan stratégique de la HEP Vaud, dotant ainsi l’institution d’un instrument de gouvernance majeur, qui compte plus de 800 titres décernés par année pour les formations de base et postgrades.
En mars 2019, le label « Accréditation institutionnelle » est décerné à la HEP Vaud par l'Agence suisse d'accréditation et d'assurance qualité, avec la mention « sans condition », ce qui constitue une première en Suisse pour une haute école pédagogique.

## Bâtiments
Les bâtiments de la Haute école pédagogique du canton de Vaud sont groupés sur deux sites principaux, qui se situent au cœur de la ville de Lausanne, dans le canton de Vaud : HEP Cèdres, constitué de 9 bâtiments dont l'Aula des Cèdres, l'immeuble de Cour 33 et celui de l'avenue des Bains 21 ; et HEP docks qui comprend les bâtiments de Sébeillon 1 et de Sévelin 46.
Avec son Aula, ses auditoires, ses salles de cours et de réunions, ses laboratoires et ses bureaux, la diversité est grande sur les sites de la HEP Vaud, l'ensemble des bâtiments offrant un environnement de travail et de formation privilégié, équipé de matériel moderne.
La construction de l’Aula, dessinée par Jean Tschumi, a duré de 1959 à 1962. Le bâtiment B21, construit entre 1966 et 1969 par l’architecte Pierre Bonnard, abritait l’epfl jusqu’à son déménagement à Ecublens en 1973. Les nouveaux locaux de ce bâtiment, qui abritent des auditoires de 170 et 130 places, ont été inaugurés en 2007.